# Silenzio (Shūsaku Endō)
Silenzio (沈黙?, Chinmoku) è un romanzo dello scrittore giapponese Shūsaku Endō pubblicato nel 1966. Ambientato nel XVII secolo (periodo Tokugawa), ha come soggetto le persecuzioni contro i cristiani seguite alla rivolta di Shimabara.
Il romanzo, considerato "la migliore opera di Endō", è scritto in parte sotto forma di lettera da padre Rodrigues, uno dei due giovani gesuiti giunti clandestinamente in Giappone per diffondere e sostenere la fede cristiana. Il tema principale è quello di un Dio silente che non risponde alla chiamata dei suoi credenti, ed esprime il conflitto vissuto in prima persona dallo stesso autore, tra la sua identità di giapponese e il suo credo religioso.

## Trama
Nel 1633 giunge a Roma la notizia che il gesuita Cristóvão Ferreira (basato sull'omonimo personaggio realmente esistito), da oltre trent'anni padre provinciale in Giappone, ha compiuto apostasia a seguito delle torture subite. Il giovane Sebastião Rodrigues (basato sulla figura storica di Giuseppe Chiara), che era stato suo allievo, assieme ai compagni Francisco Garrpe e Juan de Santa Marta, incredulo e sconvolto decide allora di recarsi in Giappone in cerca di sue notizie.
Dopo un lungo e difficoltoso viaggio, Rodrigues arriva in Giappone nel 1639 insieme al solo Francisco Garrpe, poiché Juan de Santa Marta è costretto a fermarsi a Macao a causa della sua salute compromessa. Qui i due trovano la popolazione cristiana costretta a nascondersi dalle autorità, le quali, per cercare di scoprire i cristiani nascosti, obbligano le persone sospette a calpestare simboli sacri come il crocifisso o l'immagine della Vergine Maria. Questo pratica era detta fumie o fumi-e (踏み絵). Coloro che si rifiutavano di metterla in atto venivano prima arrestati, e successivamente uccisi tramite la pratica del anazuri (穴吊り) che consisteva nell'appendere il corpo del condannato a testa in giù sopra una fossa e lasciarlo morire dissanguato.
Rodrigues e Garrpe, dopo un breve periodo trascorso nascosti con l'aiuto dei locali, vengono infine catturati a seguito della denuncia di un informatore, e costretti ad assistere al sacrificio di quei cristiani giapponesi che preferiscono morire piuttosto che rinnegare la propria fede. Nel loro martirio non c'è la gloria, come aveva sempre pensato Rodrigues, ma solo crudeltà.
Il giovane gesuita, inizialmente animato da entusiasmo e buona volontà, lentamente vacilla: egli è disposto a soffrire piuttosto che abiurare per il bene della propria fede, ma nutre dubbi sulle conseguenze di tale scelta, visto che, se rinnegasse la sua fede, potrebbe porre fine alle sofferenze di molti cristiani. Le forti convinzioni che prima aveva ora sono messe in crisi, anche a causa del silenzio di Dio, che non risponde alle sue invocazioni.
Nel momento culminante della storia, Rodrigues sente i lamenti di coloro che hanno già abiurato, ma sono costretti a rimanere all'interno della fossa finché lui non deciderà di calpestare l'immagine di Cristo, per ricordargli che fintantoché si rifiuta, altri continueranno a soffrire al suo posto. E quando dunque considera di abiurare a sua volta calpestando l'immagine sacra, sente la voce di Cristo, che finalmente rompe quel silenzio che l'ha tanto tormentato: "Calpesta! Calpesta! Io più di ogni altro so quale dolore prova il tuo piede. Calpesta! Io sono venuto al mondo per essere calpestato dagli uomini! Ho portato la croce per condividere il dolore degli uomini". Udendo quelle parole Rodrigues infine fa la sua scelta calando il piede sull'immagine. Molto tempo dopo, il magistrato che tiene in custodia Ferreira e Rodrigues, coi loro nuovi nomi di Sawano Chuan e Okada San'emon, dice a Rodrigues: "Padre, lei non è stato sconfitto da me. Lei è stato sconfitto da questa palude che è il Giappone".
Il romanzo si può suddividere in due parti, con diverso stile narrativo. La prima parte è scritta in prima persona, e contiene le lettere che Rodrigues invia periodicamente a Roma; la seconda parte invece racconta gli avvenimenti in terza persona e con l'ausilio dei diari di altri personaggi legati alla storia. Nell'opera emergono con chiarezza le difficoltà e le sofferenze patite dai giapponesi convertiti e dallo stesso Rodrigues in quel periodo di persecuzioni religiose.

### Personaggi principali
- Sebastian Rodrigues: protagonista per buona parte del romanzo; sacerdote cristiano che parte missionario per il Giappone
- Garrpe: missionario cristiano che affronta il lungo viaggio con padre Sebastian
- Kichijiro: giapponese di religione cristiana che accompagnerà i due padri e che li tradirà in diverse occasioni
- Christovao Ferreira: missionario che partì per il Giappone molti anni prima e di cui non si ebbero più notizie; le uniche che arrivavano riguardavano una sua apostasia
- Inoue: terribile burocrate giapponese che cerca di far abiurare i cristiani
- Okada San'emo: nuovo nome giapponese di padre Sebastian dopo aver apostatato
- Sawano Chuan: nome di padre Ferreira dopo l'apostasia

## Temi
Silenzio ha ricevuto in patria il premio Tanizaki nel 1966 come miglior romanzo ed è stato oggetto di estese analisi.
La questione principale su cui Endo si interroga nella sua opera è il significato della fede cristiana per il giapponese contemporaneo. Secondo Fumitaka Matsuoka sarebbe centrale in "Silenzio" la figura di Gesù e il concetto di fumi-e - l'immagine di Gesù o di Maria installata su un pezzo di legno o di rame che il governo giapponese obbligava i cristiani a calpestare per avere salva la vita - e che durante il XVI secolo sarebbe stato usato come "stratagemma psicologico intelligente" da parte dell'autorità facendo leva sull'importanza attribuita dalla cultura giapponese alla pietà filiale e della fedeltà ad una autorità superiore.
Secondo Matsuoka la concezione della fede sviluppata da Endo descritta anche nel suo "La vita di Gesù" (イエスの生涯 Iesu no Shōgai, 1973) sarebbe in sintonia con la mentalità religiosa giapponese anche in un altro senso: "I giapponesi tendono a cercare nei loro dei e in Buddha una madre dal cuore caldo, piuttosto che un padre severo. Con questo fatto sempre in mente, ho cercato di rappresentare Dio non tanto nell'immagine del padre che tende a caratterizzare il cristianesimo, ma nell'aspetto materno e generoso di Dio che si rivela a noi nella persona di Gesù".
La condizione di dipendenza che caratterizza il rapporto madre-figlio e dio-credente, permetterebbe l'accettazione della propria vulnerabilità umana, e la liberazione dal senso di colpa e di vergogna. Il dio-madre rappresentato da Endo, diverso dall'immagine del padre severo predicata dai missionari provenienti dall'Europa e dalla Chiesa cattolica in Giappone, sa perdonare anche il tradimento, e il suo silenzio non sarebbe il "nulla", ma un "accompagnamento" nella sofferenza.
William Cavanaugh si riferisce alla "profonda ambiguità morale" del romanzo, per la rappresentazione di un Dio che "ha scelto di non eliminare le sofferenze, ma di condividerle con il resto dell'umanità".

## Adattamenti
Oltre alla versione teatrale The Golden Country, ci sono state diversi adattamenti del romanzo di Endō:
- Il regista giapponese Masahiro Shinoda diresse nel 1971 un'omonima trasposizione cinematografica del romanzo sceneggiata dallo stesso Endō.[11]
- Nel 1996 il regista portoghese João Mário Grilo ne diresse un adattamento più libero con il nome di Os olhos da Ásia.[12]
- Il compositore e poeta Teizo Matsumura scrisse il testo e la musica per un'opera con lo stesso nome del romanzo. Fu premiato al Shin Kokuritsu Gekijō (Teatro Nazionale) di Tokyo nel 2000.[13]
- Il regista americano Martin Scorsese ne ha diretto un nuovo adattamento cinematografico nel 2016 che è stato proiettato in anteprima presso il Pontificio istituto orientale di Roma.
- Il romanzo ispirò il musicista scozzese James MacMillan a comporre nel 2002 la Symphony No. 3, Silence.[14]

## Traduzioni italiane
- 1972.  Shūsaku Endō, Silenzio, traduzione di Bonaventura G. Tonutti, Tokio, Nippon Printing.
- 1973.  Shūsaku Endō, Silenzio, traduzione di E. Codronchi Torelli, Roma, Coines.
- 1982.  Shūsaku Endō, Silenzio, traduzione di Lydia Lax, Milano, Rusconi, ISBN 978-88-18-06790-3.
- 2013.  Shūsaku Endō, Silenzio, traduzione di Lydia Lax, Milano, Corbaccio, ISBN 978-88-7972-973-4.